# Zajezierze (województwo warmińsko-mazurskie)
Zajezierze (niem. Seegertswalde) – wieś w Polsce położona w województwie warmińsko-mazurskim, w powiecie ostródzkim, w gminie Małdyty. W roku 1973 wieś i majątek Zajezierze należały do powiatu morąskiego, gmina i poczta Małdyty. W latach 1975–1998 miejscowość należała administracyjnie do województwa olsztyńskiego.
W pobliżu wsi (ok. 1 km na północny zachód) znajduje się rezerwat torfowiskowy „Zielony Mechacz” (powierzchnia 95 ha). Występuje tu malina moroszka.

## Historia
Wieś wzmiankowana w dokumentach z roku 1301 i 1305, jako wieś czynszowa na 60 włókach. Pierwotna nazwa wsi – Segehardiswald. Ponownie wieś wzmiankowana w dokumentach z 1476 r. jako wieś czynszowa na 63 włókach. W tym roku Zakon Krzyżacki oddał w zastaw za sumę 568 guldenów węgierskich jednemu z dowódców wojsk zaciężnych – Kacprowi Sackowi. Trzy lata wcześniej inny Henryk Sack (prawdopodobnie krewny) otrzymał wieś Bożęcin (w tym czasie do tej wsi należało 70 włók ziemi).
Kościół wybudowano w 1400, później był filią parafii w Wilamowie. Nowy kościół wybudowano w 1656, przebudowano w 1866 w stylu neogotyckim, na wysokim dachu centralnie osadzona latarenka, ołtarz główny neogotycki.
W roku 1648 Fryderyk von Schlieben (starosta tylżycki) sprzedał swoje dobra Krzysztofowi von Houwaldowi za sumę 5 tys. florenów polskich. Dobra te obejmowały Małdyty, wieś Zajezierze, folwark Fiugajki i młyn wodny Czulpa.
W roku 1782 we wsi odnotowano 25 domów (dymów), natomiast w 1858 w 11 gospodarstwach domowych było 139 mieszkańców. W latach 1937–1939 było we wsi 775 mieszkańców.
Szkoła we wsi została założona na początku XVIII w. Przed 1945 r. była to szkoła trzyklasowa, a uczęszczały do niej także dzieci z Małdyt, Fiugajek, Górek i Sopli.